# Уилсон, Гретхен
Гре́тчен Фрэ́нсис Уи́лсон (англ. Gretchen Frances Wilson; 26 июня 1973, Покахонтас, Иллинойс, США) — американская певица, автор песен, гитаристка и актриса.

## Биография
Гретчен Фрэнсис Уилсон родилась 26 июня 1973 года в Покахонтасе (штат Иллинойс, США) в семье официантки (род.1957), которая разошлась с отцом девочки, когда той не было и двух лет. Будучи родом из бедной семьи, Гретхен ушла из 9 класса средней школы, чтобы работать в качестве повара и бармена.

## Карьера
В 2003 году Гретчен подписала контракт с музыкальным лейблом «Epic Records». В 2004—2013 года Уилсон выпустила 5 музыкальных сольных альбомов:
- Here for the Party (2004)
- All Jacked Up (2005)
- One of the Boys (2007)
- I Got Your Country Right Here (2010)
- Right on Time (2013).

В 2005—2007 года Гретчен появилась в двух эпизодах «Шоу Эллен Дедженерес».

## Личная жизнь
Брак Гретчен с музыкантом Ларри Роленсом окончился разводом.
В 1999—2005 года Гретчен состояла в фактическом браке с Майком Пеннером. У бывшей пары есть дочь — Грэйс Фрэнсис Пеннер (род.09.11.2000).